# Тисменичани (зупинний пункт)
Тисменича́ни — пасажирський залізничний зупинний пункт Івано-Франківської дирекції Львівської залізниці.
Розташований між селами Тисменичани та Камінне, Надвірнянського району, Івано-Франківської області на лінії Івано-Франківськ — Делятин між станціями Тарновиця (9 км) та Братківці (8 км).
Станом на лютий 2019 року щодня три пари дизель-потягів прямують за напрямком Рахів/Яремче — Івано-Франківськ.